# HTT Pléthore LC-750
Pour les articles homonymes, voir HTT.
La HTT Pléthore LC-750 est une supercar du constructeur automobile canadien HTT Technologies. Luc Chartrand, le concepteur, travaille sur ce projet depuis 1997. La voiture est homologuée au Canada en décembre 2010.
En 2009, des investissements importants sont faits dans HTT. En 2018, la compagnie semble ne plus être opérationnelle, le site Web officiel étant hors service.
Le véhicule est aussi représenté sur la page couverture du Guide de l'Auto 2011.

## Carrosserie
La carrosserie et le châssis de la Pléthore LC-750 sont tous deux construits en fibre de carbone. Le châssis contient une cage de sécurité en chromoly, un acier chrome-molybdène. Les portes, en ciseaux, s'ouvrent et se ferment électriquement en basculant vers l'avant.
La configuration des trois places est semblable à celle de la McLaren F1 : le poste de pilotage est central et légèrement avancé, les deux places passagers sont en retrait sur les côtés.

## Moteur
- HTT V8 à 90 degrés de 7 000 cm3 (GM modifié[2])
- Position : centrale longitudinale
- Puissance : 750 ch
- Alimentation : injection électronique

## Transmission
- Architecture : propulsion
- Boîte de vitesses : séquentielle à 6 rapports
- Différentiel : autobloquant  aluminium